# Отрова за мишки
„Отрова за мишки“ е български игрален филм от 2013 година, на режисьора Константин Буров, по сценарий на Венцислав Василев. Оператор е Красимир Андонов. Музиката във филма на Валерия Крачунова.

## Сюжет
Годината е 1988. Пламен е осъден и изпратен в трудововъзпитателно училище за извършване на кражба. Там се запознава с Гудата, Смока и Черньо. Четиримата бързо се надушват и заедно поемат по пътя на своето усъвършенстване. В кражбите. 1989 г. Комунизмът в България рухва и цялата политическа система се променя. Използвайки придобитите умения от незаконната си дейност, младежите влизат в новия за тях свят на бизнеса. Оказва се, че в него опитът на четиримата е от изключително значение и скоро те започват да реализират сериозни бизнес успехи. Пред тях изниква въпросът – „А оттук накъде?“ Решават, че няма нищо по-престижно и печелившо от това да притежават банка. И реализират своя план.

## Актьорски състав
- Николай Йовин – Пламен (Пацо)
- Иван Панайотов – Смока
- Бисер Маринов – Гудата
- Петър Генков – Черньо
- Лора Декова – Елена
- Петър Върбанов – Кондев
- Димитър Терзиев
- Георги Керменски

## Награди
- Наградата за сценарист на игрален филм на Венцислав Василев от БФА (2014).
- Наградата за поддържаща мъжка роля на Димитър Терзиев от БФА (2014).
- Наградата на СБФД на 21 МФФ „Любовта е лудост“, (Варна, 2013).
- Награда за пълнометражен дебют от фестивала „Златна роза“ (Варна, 2014).[1]
- Наградата за най-добра операторска работа на Красимир Андонов на 10-о издание на South East European Film Festival SEEfest в (Лос Анжелис, САЩ, 2015).